# Kremnické Bane
Kremnické Bane (in ungherese Jánoshegy, in tedesco Johannesberg) è un comune della Slovacchia facente parte del distretto di Žiar nad Hronom, nella regione di Banská Bystrica.